# Propatria (métro de Caracas)
Pour les articles homonymes, voir Pro Patria (homonymie).
Propatria est une station de la ligne 1 du métro de Caracas. Inaugurée le 2 janvier 1983, elle est le terminus ouest de la ligne.